# Greta Woxén
Greta Anna Maria Woxén, född Westberg 12 juli 1902 i Danmark, död 9 maj 1993 i Lidingö, blev Sveriges första kvinnliga civilingenjör när hon 1928 tog examen från  Kungliga Tekniska högskolan (KTH).
Greta Westberg tog studentexamen 1920, och började därefter arbeta på Vattenfallsstyrelsen. Efter att i arbetet ha gått en kortare grundkurs i elektroteknik väcktes hennes intresse för ingenjörsstudier. Hennes far Nils Westberg var ingenjör och hade bland annat varit medarbetare till Gustaf Dalén. Greta Westbergs tre bröder kom också att studera vid KTH.
Möjligheten för kvinnor att vara ordinarie studerande vid KTH hade öppnats 1921, och Brita Snellman hade detta år blivit den första kvinnan som utnyttjade denna möjlighet. Snellman var dock arkitektstuderande, och Greta Westberg blev därför den första kvinna som påbörjade en civilingenjörsutbildning när hon 1924 påbörjade studier vid KTH:s fackavdelning för elektroteknik, där hon fick smeknamnet "Electric Girl". (Vera Sandberg som hade tagit examen från Chalmers tekniska institut 1917 räknas som Sveriges första kvinnliga ingenjör; Chalmers utbildning var vid denna tid dock kortare än den vid KTH, och det dröjde till 1937 innan Chalmers blev teknisk högskola och fick utfärda civilingenjörsexamina.) Eftersom Snellman tog arkitektexamen 1924, samma år som Greta Westberg påbörjade studierna, var Greta Westberg en tid den enda kvinnliga teknologen på hela KTH. Under studietiden bildade hon Kvinnliga Teknologföreningen tillsammans med två andra kvinnliga teknologer, som studerade vid fackavdelningarna för arkitektur respektive kemi, och som påbörjat studierna efter henne.
Greta Westberg gifte sig 1929 med maskinteknikern Ragnar Woxén, som i likhet med henne tog civilingenjörsexamen 1928, och som senare (1943–1964) blev KTH:s rektor. Redan 1927 hade de båda tillsammans redigerat och utgivit en samling Föreläsningar i läran om hiss- och transportanordningar. Han gifte dock om sig 1948.
Efter examen fick Greta Woxén snabbt anställning vid Elektricitetverksföreningen där hon arbetade med driftsstatistik under ett drygt år. Hon sade därefter upp sig för att ägna sig åt hemmet och de med tiden fem barnen. Hon återkom till arbetsmarknaden 1954 som lärare i matematik, fysik och kemi.